# Źródła prawa międzynarodowego
Źródła prawa międzynarodowego – pojęcie stosowane w nauce prawa międzynarodowego obejmujące źródła materialne, formalne i poznawcze. Przez część badaczy istota tego pojęcia podważana jest m.in. ze względu na jego metaforyczny charakter, jednak pozostaje ono powszechnie stosowane w praktyce. Terminem tym posługuje się m.in. Karta Narodów Zjednoczonych.

## Źródła materialne
Mianem źródeł materialnych (wewnętrznych, realnych, głębszych) określa się wszystkie przyczyny wpływające na kształtowanie się prawa międzynarodowego oraz nadające mu moc obowiązującą. Tego rodzaju czynniki nie mają jednak charakteru prawnego. Ich klasyfikacji dokonuje się w zależności od przyjętego postrzegania systemu prawnego. Według zwolenników szkoły prawa naturalnego źródłem prawa międzynarodowego są nakazy rozumu, z kolei według pozytywistów jest to przede wszystkim wola państw. Z punktu widzenia socjologicznego wskazuje się na więzi społeczne, natomiast kierunki psychologiczne mówią o świadomości i emocjach ludzi.

## Źródła formalne
Źródła formalne (zewnętrzne, pozytywne) są wyrazem procesu, który doprowadził do powstania normy prawnej. Typowym źródłem formalnym prawa międzynarodowego jest umowa międzynarodowa. W odróżnieniu od umów prawa krajowego jest ona źródłem samodzielnym, a jej moc prawna wiąże się z zasadą pacta sunt servanda. Drugim z kolei niekwestionowanym źródłem jest zwyczaj międzynarodowy. Kwestią sporną pozostaje zagadnienie istnienia innych źródeł prawa międzynarodowego. Jako kontrowersyjne wymienia się przede wszystkim ogólne zasady prawa, orzecznictwo sądów międzynarodowych, doktryny prawne oraz uchwały organów organizacji międzynarodowych.

### Umowa międzynarodowa
Za umowę międzynarodową uważa się zgodne oświadczenie woli (porozumienie) co najmniej dwóch podmiotów prawa międzynarodowego (przede wszystkim: państw lub organizacji międzynarodowych, ale także np. Stolicy Apostolskiej) regulowane przez prawo międzynarodowe i wywołujące skutki w sferze prawa międzynarodowego, niezależnie od tego, czy jest ujęte w jednym czy w większej liczbie dokumentów, i bez względu na jego nazwę.

### Zwyczaj międzynarodowy
Zwyczaj międzynarodowy definiowany jest jako zgodna praktyka państw tworząca prawo. Innymi słowy, zwyczaj to powszechna praktyka przyjęta za prawo (zob. art. 38 Statutu Międzynarodowego Trybunału Sprawiedliwości). Na prawo zwyczajowe składają się więc normy rzeczywiście i stale stosowane w przekonaniu, że są one prawem i że obowiązują.

### Pozostałe źródła formalne
- Orzecznictwo sądów międzynarodowych
- Doktryna
- Ustawodawstwo państw
- Akty jednostronne
  - Notyfikacja
  - Uznanie
  - Protest
  - Zrzeczenie się
- Uchwały organów organizacji międzynarodowych
- Ogólne zasady prawa międzynarodowego

## Źródła poznawcze
Do źródeł poznawczych prawa międzynarodowego zalicza się zbiory umów międzynarodowych, kompilacje zwyczajów oraz wszelkiego rodzaju wydawnictwa służące wyszukiwaniu przepisów prawnych. Jednym z głównych tego rodzaju źródeł jest Treaty Series wydawany przez Organizację Narodów Zjednoczonych. W Polsce część umów międzynarodowych publikowana jest w Dzienniku Ustaw Rzeczypospolitej Polskiej.

## Podstawy wyrokowania sądów międzynarodowych
Oprócz źródeł prawa międzynarodowego wyróżnia się także odrębne pojęcie podstaw wyrokowania, stosowane w orzecznictwie międzynarodowych sądów i trybunałów. Np. Międzynarodowy Trybunał Sprawiedliwości zgodnie z art. 38 par. 1 statutu MTS orzeka na podstawie umów i zwyczajów międzynarodowych oraz ogólnych zasad prawa uznanych przez narody cywilizowane. Ponadto jako środek pomocniczy stosowane jest orzecznictwo i doktryna. Poza tym art. 38 $ 2 dopuszcza wyrokowanie w myśl zasady ex aequo et bono, o ile strony wyrażą na to zgodę. Również przewidziany w XII konwencji haskiej Międzynarodowy Trybunał Łupów w razie braku stosownych przepisów orzekać miał według ogólnych zasad sprawiedliwości i słuszności.